# Stéphane Ajasson de Grandsagne
Stéphane Ajasson de Grandsagne (né Jean-Baptiste-François-Étienne Ajasson de Grandsagne le 20 juillet 1802 à La Châtre et mort le 11 avril 1845 à Lyon) est un littérateur, latiniste et helléniste, vulgarisateur français. Il est éditeur (à partir de 1832) de la « Bibliothèque populaire, ou l'Instruction mise à la portée de toutes les classes et de toutes les intelligences ».
Il est le père probable de Solange Dudevant, fille de George Sand.

## Biographie

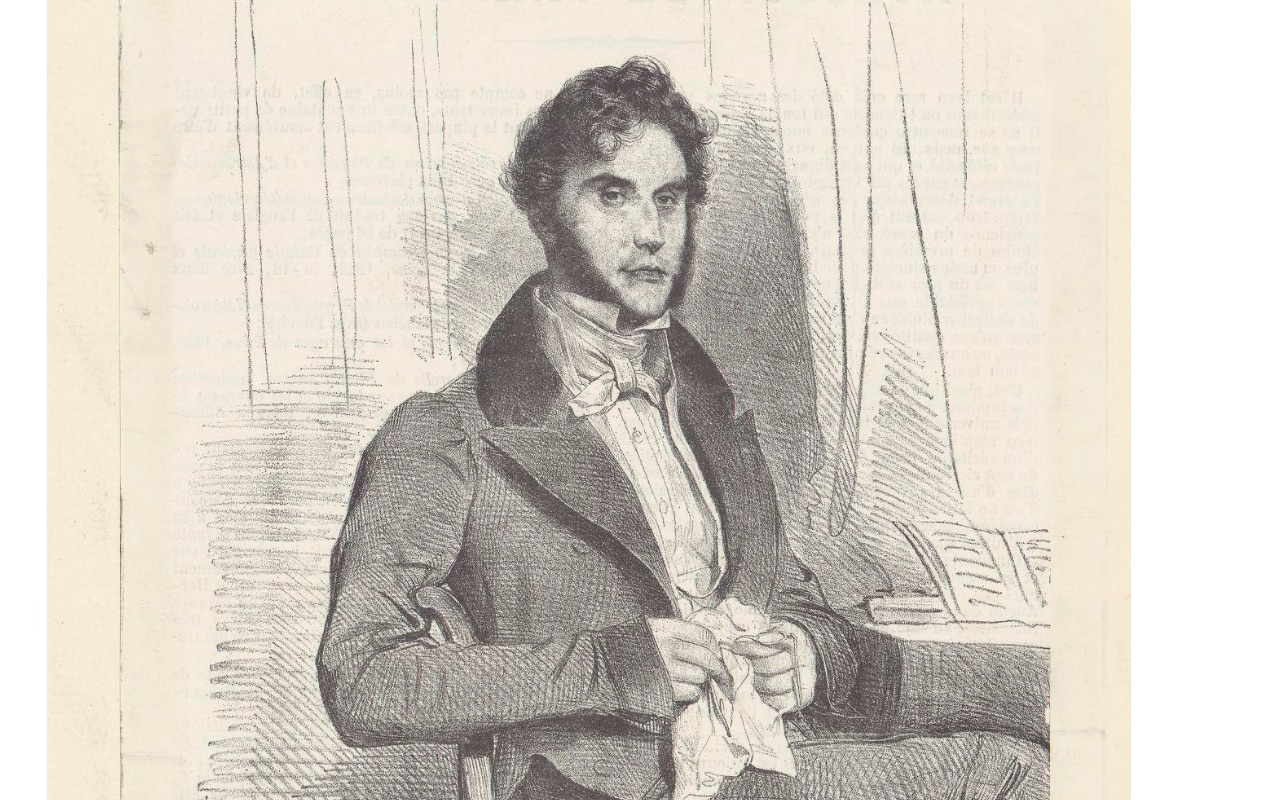
Dessin représentant Ajasson de Grandsagne par Achille Devéria

Jean-Baptiste-François-Étienne (dit Stéphane) Ajasson de Grandsagne est né à La Châtre (Indre) le 20 juillet 1802 dans une famille de dix enfants. Son père le comte François Ajasson de Grandsagne est ancien capitaine d’artillerie, maire de la ville sous le Premier Empire, et sa mère Marie Aumeur est fille de docteur.
Dès sa jeunesse, Stéphane est passionné par l’étude des sciences physiques et naturelles, et il partage cet intérêt avec Aurore Dupin, future George Sand, dont il a fait la connaissance par l’intermédiaire de Jean-Louis François Deschartres (1761-1828), précepteur de la dernière. Ils se fréquentent à La Châtre de 1820 à 1822. Ils se retrouvent à Paris en 1827. Stéphane Ajasson entre au Muséum d'histoire naturelle où il est l'élève puis le collaborateur de Georges Cuvier, et celui de Louis Jacques Thénard. Ses travaux d'auteurs et d'éditeurs constituent ensuite l'essentiel de son activité. Le succès commercial est absent, et il meurt ruiné à Lyon le 11 avril 1845.

## Œuvre

### Auteur et éditeur

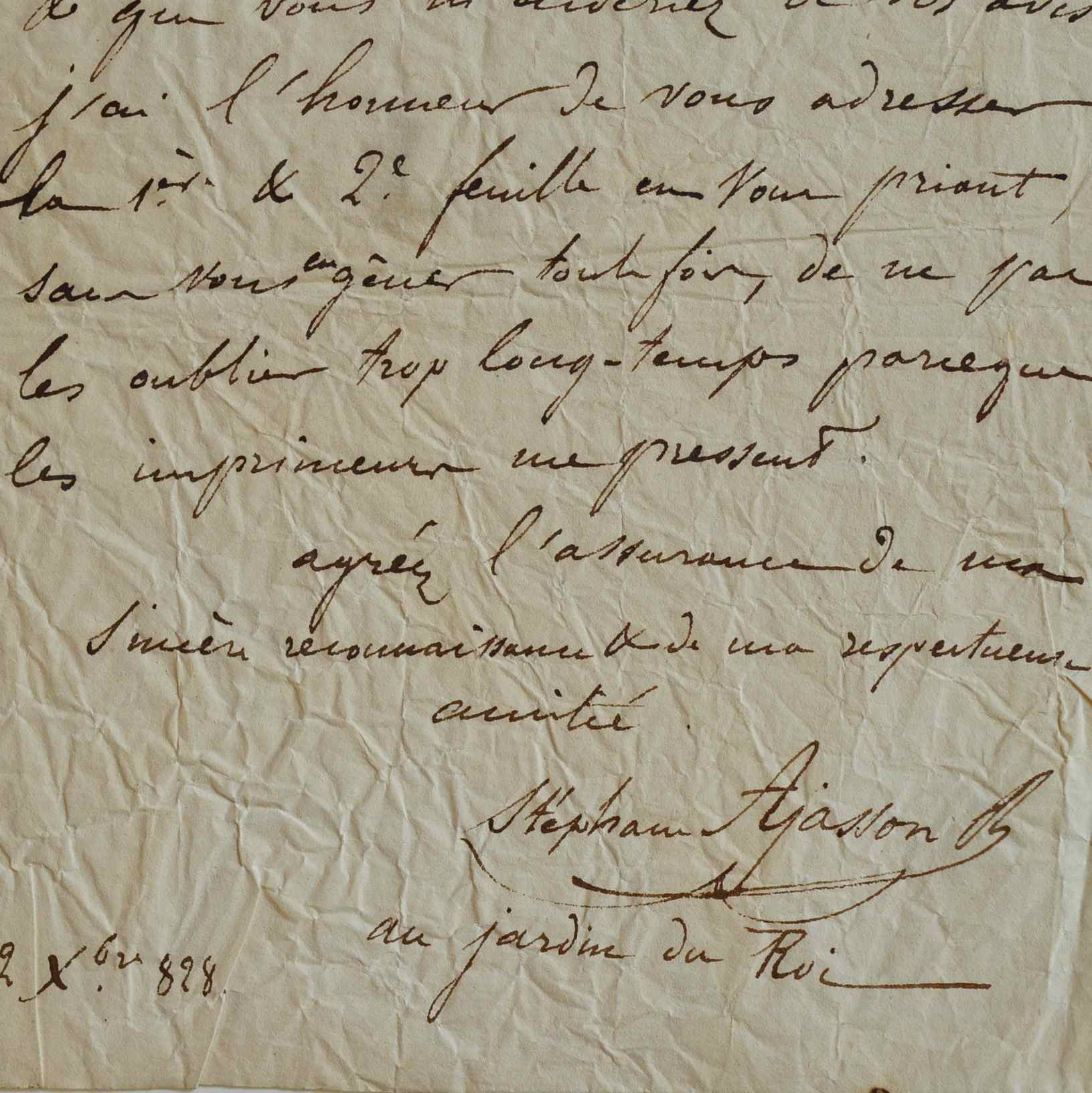
Signature d'Ajasson au pied d'une lettre

En 1832, Stéphane Ajasson crée la « Bibliothèque populaire, ou l'Instruction mise à la portée de toutes les classes et de toutes les intelligences ». C'est une collection de plus de 200 volumes, encyclopédie de culture scientifique à bon marché. En tant qu'auteur, il abrège ses deux premiers prénoms en J.-B., ou tous ses prénoms en J. B. F. E. ou J. B. F. S. Il est auteur ou éditeur de livres de vulgarisation de physique, astronomie, et des manuels pratiques, parmi lesquels :
- Leçons élémentaires de physique et d'astronomie (1827)
- Description et usages des instruments météorologiques (1828)
- Manuel de chimie générale et appliquée à la médecine (1828)
- Notice sur les ouvrages de Pline (1829)
- Précis d’ichtyologie ou d'histoire naturelle des poissons  (1829)
- Traité élémentaire d'astronomie  (1833)
- Manuel complet de physique et météorologie, Uranographie ou Description du ciel (1834) avec Louis Fouché.

Le catalogue de la BnF recense 82 ouvrages d'auteur, dont des rééditions, BnF les classe différemment et en compte 62.

### Traducteur
En tant de traducteur, la BnF en recense huit, dont :
- Zoologie de Pline, en trois volumes de 468, 312 et 459 pages (1831)
- Histoire naturelle de Pline, en dix-neuf volumes (1829-1833[7]), édition en latin avec traduction française en regard. — Nombreuses notes en français par P. Robert, Valenciennes, Hipp. Vergne, Emeric David, E. Dolo, E. Johanneau, Louis Liskenne, Mongès, Panckoucke, Quatremère de Quincy, Fée, L. Fouché, Fourier, Lacroix, Dusgate, Letronne, L. Marcus, Valentin Parisot, Descuret, Doé, Guibourt, Robiquet, H. Thibaud, Beudant, Brongniart, Lafosse, G. Cuvier. Le premier tome contient  aussi : « De la vie et des ouvrages de Pline », « Résumé chronologique de la vie de Pline », « Témoignages des anciens sur Pline Second »
- Œuvres complètes de Sénèque le Philosophe, en huit volumes (1832-1836), texte latin avec la traduction française en regard, notes en français. — L'éditeur scientifique est Charles Du Rozoir (1790-1844), la traduction est de J. B. François-Étienne Ajasson de Grandsagne, Joseph Baillard, J.-R.-T. Cabaret-Dupaty, Jean-Pierre Charpentier, Charles Du Rozoir, Antoine-Marie Héron de Villefosse, Joseph Naudet, Alphonse Trognon, Henri de Vatimesnil, Alfred de Wailly, Gustave de Wailly

### Coauteur
Il est aussi coauteur d'un texte farfelu :

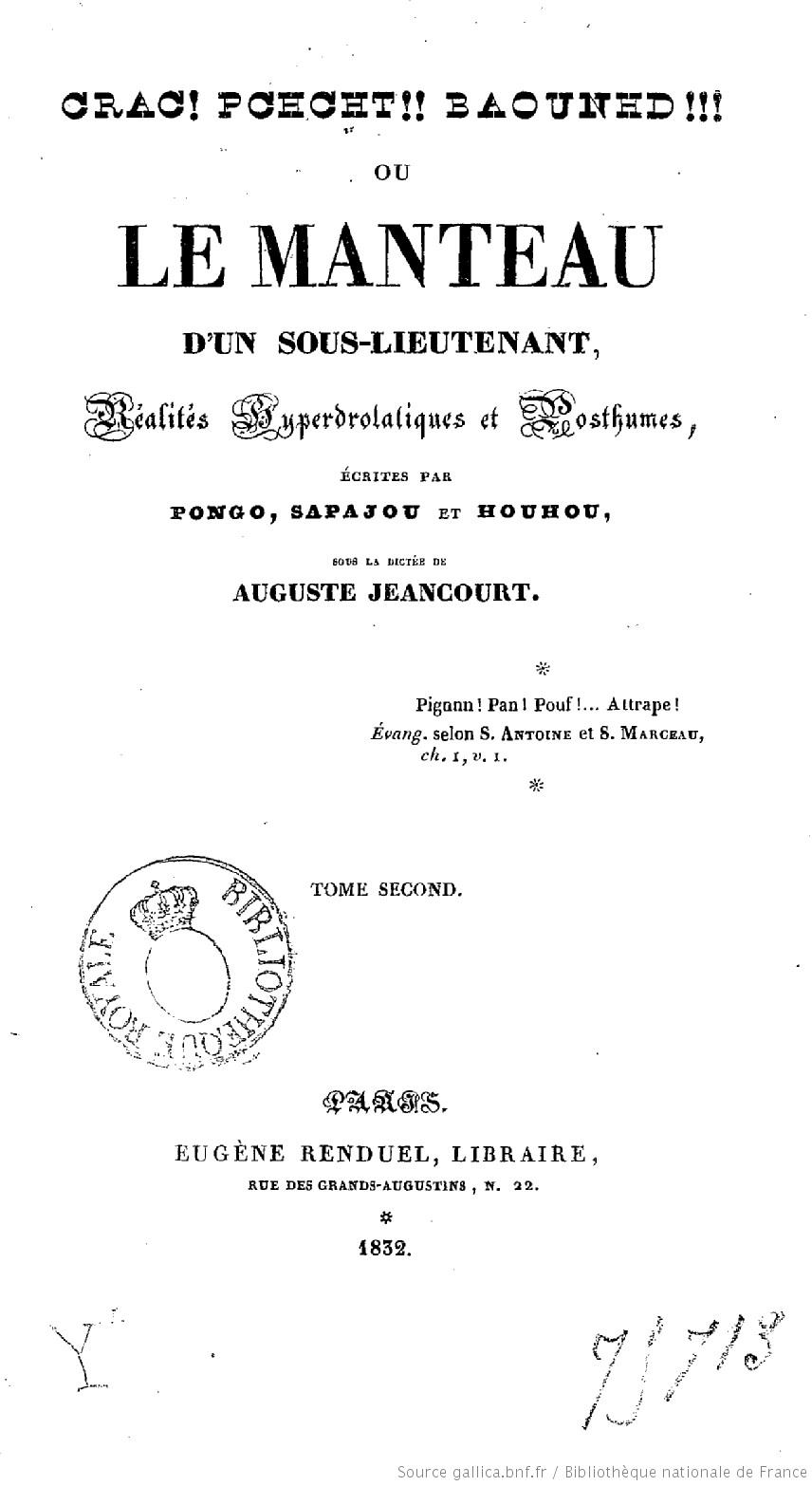

- Pirolle (fils) et J. B. François-Étienne Ajasson de Grandsagne, Crac ! Pchcht ! Baounhd ? ! ! ou le Manteau d'un sous-lieutenant : réalités hyperdrôlatiques et posthumes, écrites par Pongo, Sapajou et Houhou, sous la dictée de Auguste Jeancourt, Paris, Ajasson de Grandsagne et Pirolle fils, 1832, 2 volumes (lire en ligne), lire en ligne sur Gallica.

## Notoriété
Une rue de La Châtre (Indre), la « rue Ajasson de Grandsagne », porte son nom (Stéphane Ajasson de Grandsagne habitait rue du 4 septembre).